# Белая Русь (пилотажная группа)
«Белая Русь» — пилотажная группа ВВС и войск ПВО Республики Беларусь, выполняющая пилотаж на учебно-боевых самолётах Л-39 «Альбатрос». Группа выступает на авиационных и государственных праздниках в Республике Беларусь.

## История
Группа была создана в 2006 году после закупки на Украине десяти учебно-тренировочных самолётов чешского производства L-39 «Альбатрос». Входит в состав 206 центра подготовки летного состава в Лиде. Самолёты группы, помимо выступлений, выполняют роль тренировочных самолётов для курсантов авиационного факультета Военной академии Республики Беларусь.

## Современное состояние
С 2008 года пилотажная группа «Белая Русь» принимает участие во всех авиационных парадах, проводимых в Республике Беларусь.
В 2008 году была информация, что одновременно с группой «Белая Русь»  на базе 61 ИАБ будет создана новая пилотажная группа ВВС и войск ПВО Республики Беларусь на тяжёлых истребителях Су-27. Её рабочее название — «Крылья Беларуси». Об этом на пресс-конференции сообщил командующий ВВС генерал-майор Игорь Азаренок. Была достигнута договорённость об обучении в 2008 году белорусских специалистов в России, где действуют несколько пилотажных групп, в частности, «Русские Витязи», «Стрижи».